# Tel Aviv on Fire
Pour plus de détails, voir Fiche technique et Distribution.
Tel Aviv on Fire (titre québécois : Feu à Tel Aviv) est une comédie israélienne réalisée par Sameh Zoabi, sortie en 2018. Elle est inspirée d'un soap opera mexicain (Mejor es que Gabriela no se muera).

## Synopsis
Salam, 30 ans, vit à Jérusalem. Il est palestinien et stagiaire sur le tournage de la série arabe à succès Tel Aviv on Fire.
Tous les matins, il traverse le même barrage routier pour aller travailler à Ramallah. Un jour, Salam se fait interroger par Assi, un officier israélien, fan de la série. Pour s'en sortir, il prétend en être le scénariste. Pris à son propre piège, Salam va se voir imposer par Assi un nouveau scénario. Évidemment, rien ne se passera comme prévu.

## Fiche technique
- Titre original : Tel Aviv on Fire
- Titre québécois : Feu à Tel Aviv
- Réalisation : Sameh Zoabi
- Assistante réalisatrice : Laurence Rexter-Baker
- Scénario : Dan Kleinman, Sameh Zoabi
- Scripte : Leenda Mamosa
- Décors : Christina Schaffer, Bashar Hassuneh
- Costumes : Magdalena Labuz
- Directeur de la photographie : Laurent Brunet
- Musique : André Dziezuk
- Monteuse : Catherine Schwartz
- Son : Alain Sironval
- Casting : Katja Wolf
- Générique : Laurent Brett
- Producteurs délégués : Miléna Poylo, Gilles Sacuto
- Sociétés de production : TS Productions, Samsa Film, Lama Films, Artémis Productions
- Sociétés de distribution : Haut et Court (France), MFA (Allemagne), Trigon film (Suisse), United King Films Distribution (he) (Israël)
- Pays d'origine :  Luxembourg,  France,  Israël,  Belgique
- Langues originales : anglais, arabe, français, hébreu
- Format : couleur
- Genre : Comédie dramatique et romance
- Durée : 97 minutes
- Dates de sortie :
  - Italie : 2 septembre 2018 (Mostra de Venise 2018 - Orizzonti), 4 mai 2019
  - Suisse alémanique : 7 mars 2019
  - France, Suisse romande : 3 avril 2019
  - États-Unis : 2 août 2019
  - Québec : 9 août 2019

## Distribution
- Kais Nashef : Salam
- Lubna Azabal : Tala
- Yaniv Biton (he) : Assi
- Maisa Abd Elhadi : Mariam
- Nadim Sawalha (en) : Bassam
- Salim Dau : Atef
- Yousef 'Joe' Sweid : Yehuda
- Amer Hlehel : Nabil
- Laëtitia Eïdo : Maisa
- Ashraf Farah : Marwan
- Ula Tabari : Sarah
- Yazan Doubal : l'ami de Marwan
- Shifi Aloni :
- Negweny El Assal : le médecin

## Accueil

### Critiques
Le film reçoit de bons retours, avec une note moyenne de 3,7 sur AlloCiné.
Télérama trouve que « cette comédie insolite réussit à montrer une zone géopolitique des plus brûlantes avec un humour des plus pacifiques ». Première est un petit peu moins enthousiaste mais reste positif « une comédie d'auteur réjouissante ».

### Box-office
| Pays ou région | Box-office      | Date d'arrêt du box-office | Nombre de semaines |
| -------------- | --------------- | -------------------------- | ------------------ |
| France         | 112 225 entrées | 3 avril 2019               |                    |
| Allemagne      | 7 990 entrées   | 4 juillet 2019             |                    |
| Italie         | 57 644 entrées  | 4 mai 2019                 |                    |
| États-Unis     | 341 502 $       |                            |                    |
| Total mondial  | 1 263 917 $     | -                          |                    |

## Tournage
Le film a majoritairement été tourné en studio au Luxembourg (plus de 70 % du tournage sur les plateaux de Filmland à Kehlen).
Les autres lieux de tournage sont la Belgique et Israël.

## Distinctions

### Récompenses
- Mostra de Venise 2018 : Prix Orizzonti du meilleur acteur décerné à Kais Nashef
- Festival international du film de Haïfa en 2018 : Meilleur film et scénario[6].
- Festival international du film de Saint-Jean-de-Luz en 2018 : Grand prix[7]
- festival International du Film de Comédie de Liège en 2018 : Grand Prix du festival.

### Sélections
- Mostra de Venise 2018 : sélection en section Orizzonti.
- Festival du cinéma méditerranéen de Montpellier 2018 : sélection en compétition officielle.
- Festival international du film de Tokyo 2018 : sélection en compétition officielle.
- Arras Film Festival 2018 : sélection en section Cinémas du monde.
- Festival des trois continents 2018 : film de clôture.